# Guido Pollak
Guido Pollak (* 18. Juli 1952 in München) ist ein deutscher Erziehungswissenschaftler.

## Leben
Nach der Promotion 1983 durch die Universität Regensburg und der Habilitation („Pädagogisierung“ - exemplarische Untersuchung zur Semantik und Pragmatik der Erziehungswissenschaft) 1993 in Regensburg lehrte er von 1992 bis 1993 an der Goethe-Universität und von 1995 bis 2019 an der Universität Passau auf dem Konkordatslehrstuhl Pädagogik.
Seit April 2021 ist er Vorsitzender der „Unabhängigen Aufarbeitungskommission zur Aufarbeitung sexuellen Missbrauchs des Bistums Passau“.

## Werke (Auswahl)
- Fortschritt und Kritik. Von Popper zu Feyerabend. Der kritische Rationalismus in der erziehungswissenschaftlichen Rezeption (= Kritische Information Erziehung). Paderborn 1987, ISBN 3-506-74311-2 (zugleich Dissertation, Regensburg 1983).
- mit Ewald Kiel: Kritische Situationen im Referendariat bewältigen. Ein Arbeitsbuch für Lehramtsstudierende (= UTB. Band 3544). Bad Heilbrunn 2011, ISBN 3-8252-3544-0.